# Ligne C du métro de Buenos Aires
Pour les articles homonymes, voir Ligne C.

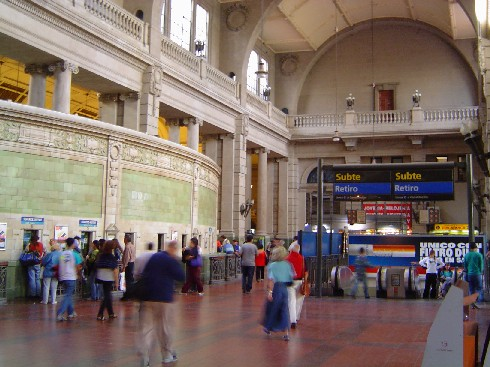
Une des entrées de la station Retiro de la Línea C, dans la gare des chemins de fer homonyme.

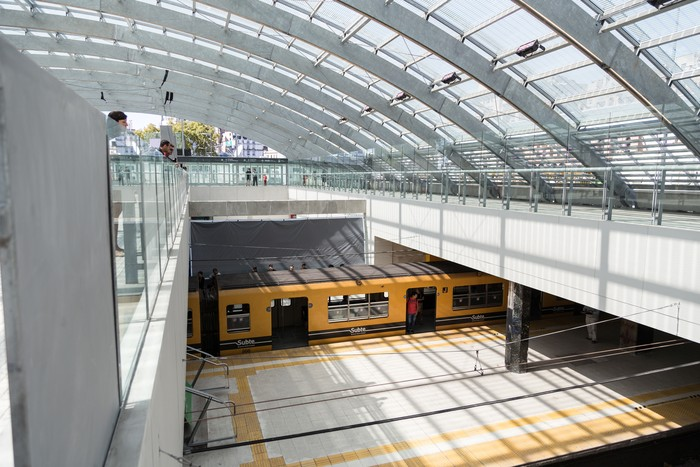
Station Constitución de la ligne C.

La ligne C du métro de Buenos Aires (ou línea C) a été ouverte le 9 novembre 1934 entre les stations Constitución et Diagonal Norte (six stations). En février 1936 fut ouverte la section Diagonal Norte - Retiro (deux stations). La station General San Martín fut mise en service en août 1937. C'est actuellement la plus courte des lignes de ce métro avec 4,4 km. Ce fut la troisième ligne du réseau et elle fut d'autant mieux accueillie que, d'orientation nord - sud, elle permettait la correspondance avec et entre les lignes A et B, qui, d'orientation est - ouest toutes les deux, sont sans lien entre elles.
Comme les lignes A, D, et E, elle utilise la prise d'énergie électrique par caténaire 
flexible, tandis que la ligne B est la seule à utiliser le système de troisième rail.

## Stations de la ligne C
- Retiro (correspondance avec la Ligne E (station "Retiro")).
- General San Martín
- Lavalle
- Diagonal Norte (correspondance avec la Ligne B (station "Carlos Pellegrini"), et la Ligne  (station "9 de Julio")).
- Avenida de Mayo (correspondance avec la Ligne A  (station "Lima")).
- Moreno
- Independencia (correspondance avec la Ligne E (station "Independencia")).
- San Juan
- Constitución

## Monuments historiques nationaux
Par décret présidentiel, les stations suivantes ont été déclarées "monument historique national" :
San Juan, Independencia, Moreno, Avenida de Mayo, Diagonal Norte, Lavalle et General San Martín.